# Вригт, Магнус фон
Магнус фон Вригт (фин. Magnus von Wright; 13 июня 1805, Куопио, Королевство Швеция — 5 июля 1868, Гельсингфорс, Великое княжество Финляндское, Российская империя) — шведский и финский художник-анималист и орнитолог-любитель.

## Биография
Родился в 1805 году в семье офицера шведской армии. Его младшими братьями были художники-анималисты Вильгельм фон Вригт (1810—1887) и Фердинанд фон Вригт (1822—1906).
Семья фон Вригт имела шотландские корни. Родоначальник семьи, шотландский торговец по фамилии Райт в XVII веке поселился в Нарве (тогда — Швеция, ныне — Эстония). После того как по результатам Северной войны Нарва оказалась в составе России, семья Райт переехала на остававшиеся шведскими территории к северу от Балтийского моря. К моменту рождения Магнуса Райты были уже дворянами, о чём свидетельствовала добавленная к фамилии приставка «фон». Кроме того, к началу XIX века семья давно уже имела не шотландское, а шведское самосознание, а её члены разговаривали на шведском языке и относили себя к финским шведам. Фамилия Райт тоже стала произносится на местный манер — Вригт (в соответствии с написанием).
Уже в школьные годы Магнус заинтересовался птицами и стал одним из самых молодых членов научного общества (кружка единомышленников) «Societas pro Fauna and Flora Fennica» («Общество исследователей флоры и фауны Финляндии» (лат.)), организованного Карлом Рейнгольдом Зальбергом (1779—1860).
В 1820-е годы переехал в Стокгольм, где учился в Шведской королевской академии художеств и параллельно брал частные уроки у художника-пейзажиста Карла Йохана Фалькранца (1774—1861). Ему также разрешили изучить орнитологическую коллекцию Шведской королевской академии наук.
Во второй половине 1820-х годов вместе с братом Вильгельмом выполнил корпус иллюстраций для многотомного издания «Svenska Fåglar» («Птицы Швеции»).
Затем вернулся в Финляндию, где работал землемером. С 1845 по 1849 год работал таксидермистом в Зоологическом музее Гельсингфорсского университета, а с 1849 по 1868 год там же в университете преподавал рисунок.
Писал также пейзажи и городские виды.
Скончался в Гельсингфорсе (ныне — Хельсинки) в 1868 году.

## Галерея
- Утка с утятами
- Водоплавающие птицы
- Свиристели
- Заболоченный лес весной
- Вид квартала Скатудден (Катаянокка) в Гельсингфорсе
- Дом Лийестранда зимой
- Усадьба в Урьяле
- Прибрежный пейзаж. Аландские острова
- Вид на дамбу в окрестностях Гельсингфорса
- Пейзаж
- Пейзаж